# كركوج
تقع مدنية كركوج في جنوب شرق ولاية سنار، وتبعد عن سنجة حاضرة ولاية سنار 22 كليو متر. تتبع إدارياً لمحلية السوكي و تقع على الضفة الشرقية للنيل الأزرق. اشتهرت مدنية كركوج بالتعليم الديني وبها عدد من الخلاوي أشهرها خلاوي الشيخ محمد الأمين، كما اشتهرت بزراعة الخضروات والفواكه والذرة والسمسم وصناعة الزيوت النباتية وفيها عدد من المصانع. سميت "كركوج" على اسم أول شخص سكن فيها يدعى "كوج" من قبيلة العنج التي كانت من ضمن القبائل الحاكمة في فترة حكم الفونج. ويقال أن كوج كان له كر، والكر في اللهجة المحلية هو سياج من الحطب حول سكنه، وكان الناس إذا سألوهم أين ذهبتم، يجيبون بأنهم ذهبوا إلى كر كوج وصارت "كركوج".

## عدد السكان
تسكن مدينة كركوج مجموعة متنوعة من القبائل، وقد بلغ عدد سكانها في آخر تعدد سكاني 27 ألف نسمة.

### المصانع في كركوج:
- مصنع الزيوت
- مصنع الطحينية
- مصنع الثلج
- مصنع الصابون، وقد اشتهر سكانها بصناعة الصابون.

## الطرق الصوفية
بمدنية كركوج عدد من الطرق الصوفية منها:
- الطريقة السمانية
- الطريقة الختمية
- الطريقة الأحمدية
- الطريقة الشاذلية الدسوقية[3]
- الطريقة التيجانية

## أعلامها
- إبراهيم محمد عبد العاطي، (؟ - ق. 1938) شاعر[4]
- الفاتح علي حسنين، (1946-2024)